# Биран (Куба)
Биран (исп. Birán) — деревня и община (consejo popular) в провинции Ольгин на Кубе, наиболее известная как родина Рамона (1924—2016), Фиделя (1926—2016), Рауля (род. 1931) и Хуаниты (1933—2023) Кастро. Здесь находилась плантация их отца-землевладельца площадью около 9 км²[значимость факта?].

## География
Расположена в 30 км к юго-западу от Маяри, к которому административно относится, и в 9 км к югу от Куэто в предгорьях гор Sierra de Nipe.